# Ceraphron serraticornis
Ceraphron serraticornis är en stekelart som beskrevs av Jean-Jacques Kieffer 1907. Ceraphron serraticornis ingår i släktet Ceraphron och familjen pysslingsteklar. Inga underarter finns listade i Catalogue of Life.